# Racing Club Sodigraf
 (décembre 2019).
Si vous disposez d'ouvrages ou d'articles de référence ou si vous connaissez des sites web de qualité traitant du thème abordé ici, merci de compléter l'article en donnant les références utiles à sa vérifiabilité et en les liant à la section « Notes et références ».
Maillots
Le Racing Club Sodigraf est un club congolais de football basé à Kinshasa.

## Histoire
Tout commence en 1989, quand un homme d'affaires Patchelli Madilu (mort le 7 août 2019) qui sera surnommé plus tard Bernard Tapie voulait dominer le football zaïrois, il décida de créer un club, en partant de rien et en moins de 3 ans Sodigraf qui évoluait dans les divisions inférieures fut promu et monta de promotion jusqu'à atteindre l'Epfkin, Sodigraf recrutait ses joueurs chez l'AC Nova, un grand club formateur en RDC.
En 1994, Sodigraf s'inclina en quart de finale de la coupe du Zaïre face à l'AS V Club défaite à aller 1-0 et 0-0 au retour et les joueurs avaient laissé une bonne impression aux yeux des spectateurs et supporteurs lors de cette coupe.
Au niveau international, il participe à la Coupe d'Afrique des vainqueurs de coupe en 1996, et perd en finale face à Al-Mokawloon Al-Arab d'Égypte.

### Année de gloire
En 1995, c'est l'année charnière du club, en moins de 6 ans après sa création, Patcheli Madilu réalisa son souhait celui de remporter un trophée majeur dans le football zaïrois (congolais), c'est ainsi que Sodigraf remporta la coupe de l'indépendance en battant en finale Mbongo Sports sur le score de 4-0, cette victoire permit à Sodigraf de se qualifier en Coupe d'Afrique pour l'édition 1996.
En 1996, Patcheli Madilu recruta l'entraîneur adjoint de l'équipe nationale du Zaïre Médard Lusadisu qui avait pour objectif de faire passer un cap au jeune club kinois. C'est ainsi qu'en 1996, Sodigraf commença sa campagne, exempté du premier tour, en 16e de finale, il profita du forfait des Ougandais du FC Posta pour se qualifier en huitième de finale, lors des huitièmes, les Congolais réalisaient un carton plein en s'imposant à Kinshasa 7-0 face aux Namibiens du MP Tigers avant de s'imposer 3-0 en Namibie. Cette victoire 7-0 fut l'ancien record d'un club congolais en compétition africaine avant que le TP Mazembe ne s'impose 8-0 face au Club africain. En quart de finale, face à un adversaire difficile, Sodigraf assure le strict minimum s'imposant 2-0 à Kinshasa face au club du Nigeria de Katsina United et un nul 0-0 au Nigeria. En demi finale, Sodigraf encaissa son premier but de la compétition en Algérie face à Belouizdad score 1-1, il fallait dire qu'à ce moment le gardien titulaire Babale faisait partie des meilleurs gardiens du pays et du continent à l'époque, au match retour ils s'imposèrent 1-0 dans un match très compliqué et atteignirent la finale. En finale, Sodigraf affronta Arabe Contractor, plus connu aujourd'hui sur le nom de Al Mokwaouloun, après un match aller qui s'était soldé par un 0-0, les Congolais sombraient par 4-0 en Égypte au Caire. Beaucoup des mauvaises langues diront que le président Patcheli Madilu avait été corrompu par les Égyptiens pour perdre la finale.
Toujours dans la même année et avec l'épuisement de la coupe d'Afrique, Sodigraf s'inclina en demi finale de la coupe de l'indépendance face à Dragons Bilima en 1996 et ne parvient pas à conserver son titre acquis en 1995.
Lors de la CAN 1998, au moment où la RDC avait remporté la 3e place, 7 joueurs présent dans l'équipe nationale étaient soit des joueurs jouant pour le club de Sodigraf soit des anciens joueurs de Sodigraf, parmi eux le gardien Marcel Mayala, Papy Kimoto, Mundaba Kisombe, Makenga, Kabo Selenge, Mbayo Kibemba et Jerry Tondelua.
À partir des années 1995 jusqu'à 1999, les matchs opposant DCMP à Sodigraf étaient devenus l'une des attractions du championnat.

### Chute et déclin
Au début des années 2000, Sodigraf ne parvenait plus à retrouver son niveau, ayant vendu la majorité de ses meilleurs éléments, le club déclina progressivement, en 2003, le club joue la Linafoot pour la dernière fois et sombre peu à peu dans l'oubli, il finit par évoluer dans les divisions inférieures de Kinshasa jusqu'à ce jour.
Sa dernière participation en Ligue 1 est en 2003.
En 2015, le club est relégué en 3e division mais grâce à la cession du SC Arc-en-Ciel à l'AS Dragons-Bilima, le club reste en EPFKIN et doit changé de nom en RC Sodigraf.

Logo de 1989-2015

## Palmarès
- Coupe des coupes
  - Finaliste : 1996
- Coupe de l'Indépendance
  - Demi finaliste : 1994, 1996
  - Vainqueur : 1995
- SuperCoupe du Congo
  - Finaliste : 1996

## Personnalités historiques

### Joueurs emblématiques
- Adu Bikele, Ancien joueur de l'équipe U17 de la RDC[5]
- Diangi Mbala, Ancien joueur de l'équipe U17 de la RDC[6]

### Entraîneurs
- ??-?? :  Luc Mawa N'Kumu
- 1991-1999 :  Médard Lusadusu Basilwa
- 2003-2004 :  Djene Ntumba[7]
- Andy Magloire Mfutila

### Présidents
- 1989-2019 :  Patcheli Madilu Makengo[8]